# Bíldudalsvogur
Bíldudalsvogur ist eine Bucht in den Westfjorden im Nordwesten Islands.
Die Bucht liegt im Arnarfjörður und gehört zu den Suðurfirðir.
An ihrem Westufer liegt der Ort Bíldudalur.
Am Ostufer verläuft der Bíldudalsvegur .
Er verbindet den Ort Patreksfjörður mit dem Vestfjarðavegur  in Richtung Norden.
Die Bucht ist etwa 700 Meter breit und reicht 1,5 Kilometer weit ins Land.